# Stare Miasto (Konin)
Stare Miasto è un comune rurale polacco del distretto di Konin, nel voivodato della Grande Polonia.
Ricopre una superficie di 97,82 km² e nel 2004 contava 10 073 abitanti.